# Christopher Landau
Christopher Landau (nacido el 13 de noviembre de 1963) es un abogado y diplomático estadounidense que se desempeñó como embajador de Estados Unidos en México de 2019 a 2021. Fue nominado para el cargo por el presidente Donald Trump.

## Primeros años y educación
Landau nació en Madrid, España, el 13 de noviembre de 1963, hijo de George Walter Landau y Maria Anna Jobst, ambos de nacionalidad austriaca, después nacionalizados estadounidenses. Christopher Thomas Landau nació en la capital española (pero nunca obtuvo la ciudadanía española, por nacer en propiedad diplomática de los Estados Unidos de América), donde su padre, George Walter Landau (más tarde sería nombrado embajador de Estados Unidos en Paraguay 1972-1977, Chile 1977-1982 y Venezuela 1982-1985), estaba destinado en el Servicio Exterior. Asistió al Colegio Americano de Asunción, Paraguay, durante cinco años, donde aprendió un español fluido. Se graduó de la Groton School en Groton, Massachusetts, summa cum laude, en 1981.
Obtuvo su Licenciatura en Historia, summa cum laude, de la Universidad de Harvard en 1985, donde fue elegido para Phi Beta Kappa en su tercer año, obtuvo un Certificado en Estudios Latinoamericanos y recibió el Premio Sophia Freund por la calificación más alta en promedio en su promoción. Escribió su tesis principal, que fue galardonada con el Premio Hoopes, sobre las relaciones de Estados Unidos con el gobierno izquierdista de Venezuela a mediados de la década de 1940. Recibió su juris doctor, magna cum laude, de la Escuela de Derecho Harvard en 1989, donde fue copresidente de artículos de Harvard Law Review y ganó el Premio Sears por el promedio de calificaciones más alto en su segundo año.

## Carrera legal
Después de graduarse de la facultad de derecho, Landau trabajó para el entonces juez Clarence Thomas de la Corte de Apelaciones de los Estados Unidos para el Circuito del Distrito de Columbia. Más tarde fue secretario de los jueces asociados Antonin Scalia y Clarence Thomas de la Corte Suprema de los Estados Unidos durante los períodos de 1990 y 1991, respectivamente. Durante la antigua pasantía, Landau fue colaborador de Lawrence Lessig; durante la última pasantía, fue colaborador de Gregory G. Katsas, Gregory E. Maggs y Stephen R. McAllister.
En 1993, Landau se unió a Kirkland & Ellis como asociado, convirtiéndose en socio en 1995. Fue presidente de la práctica de apelaciones de la firma hasta que se fue después de 25 años para unirse a Quinn Emanuel Urquhart & Sullivan en 2018. Ha argumentado nueve casos ante la Corte Suprema de los Estados Unidos, incluidos dos en nombre del Estado Libre Asociado de Puerto Rico, y ha informado y presentado apelaciones en todas las Cortes de Apelaciones de los Estados Unidos.
De 1994 a 1995, Landau fue profesor adjunto de derecho administrativo en el Centro de Derecho de la Universidad de Georgetown. En 2017, el Presidente del Tribunal Supremo de los Estados Unidos lo nombró miembro del Comité Asesor sobre las Reglas Federales de Procedimiento de Apelación. Landau se desempeñó como fideicomisario de la Sociedad Histórica de la Corte Suprema de los Estados Unidos y presidente del Comité de Programas de la Sociedad. También fue director de la Diplomacy Center Foundation, que apoya al United States Diplomacy Center en el Departamento de Estado de los Estados Unidos.

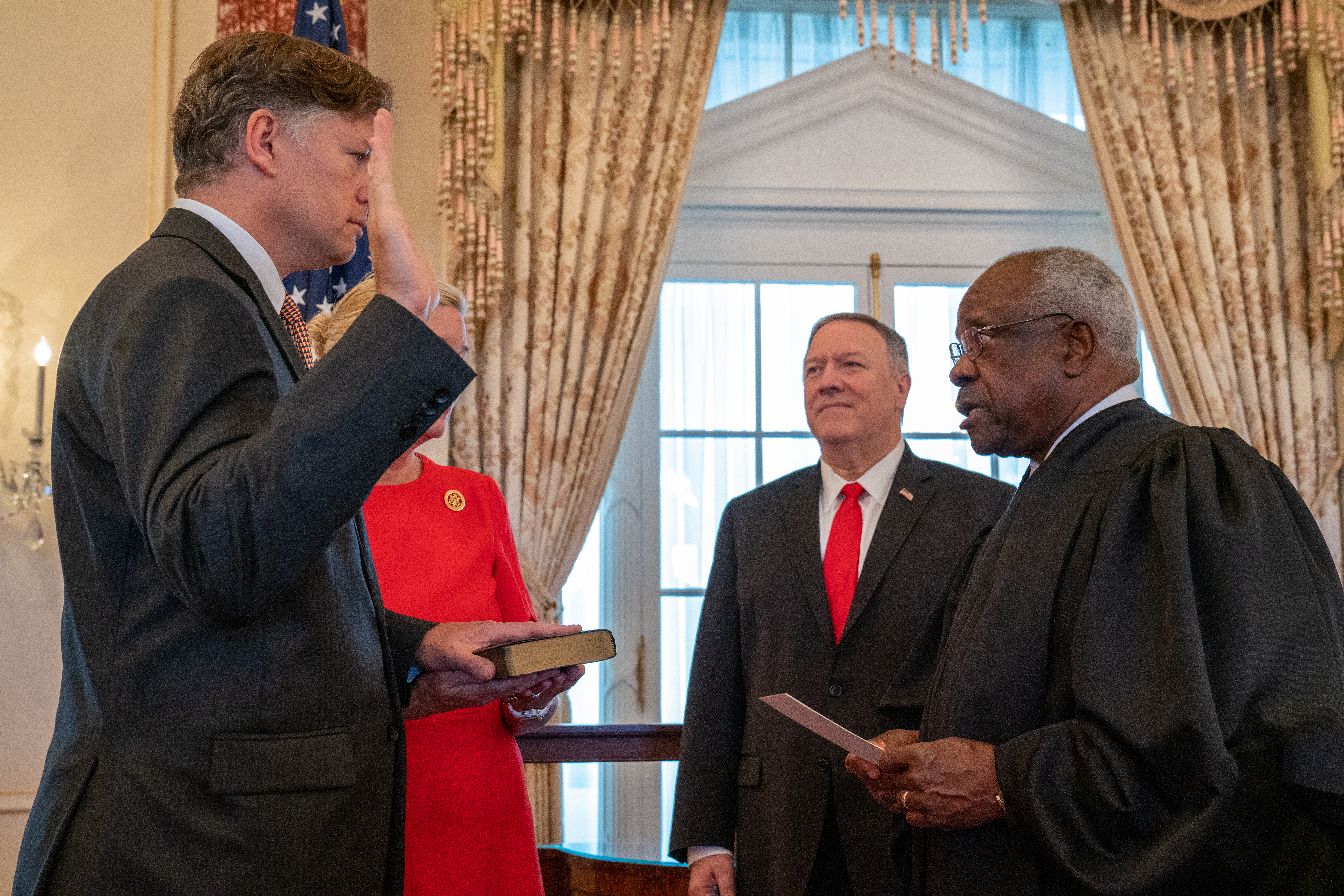
Landau juramentado por el juez Clarence Thomas como embajador en México, con el secretario de Estado Michael Pompeo mirando.

## Embajador de Estados Unidos en México
El 26 de marzo de 2019, el presidente Donald Trump nominó a Landau como embajador de Estados Unidos en México. El 1 de agosto de 2019, el Senado confirmó por unanimidad su nominación mediante voto de voz. Prestó juramento el 12 de agosto de 2019, llegó a México el 16 de agosto de 2019 y presentó sus cartas credenciales al presidente Andrés Manuel López Obrador el 26 de agosto de 2019.
El 9 de septiembre de 2020, el presidente Trump agregó a Landau a una lista de posibles candidatos a la Corte Suprema de los Estados Unidos.